# Церква святителя Феодосія (Чернігів)
Церква святителя Феодосія — цегляна церква в місті Чернігів, на кладовищі Яцево. Перша в Чернігові церква, збудована після 1991 року.

## Історія

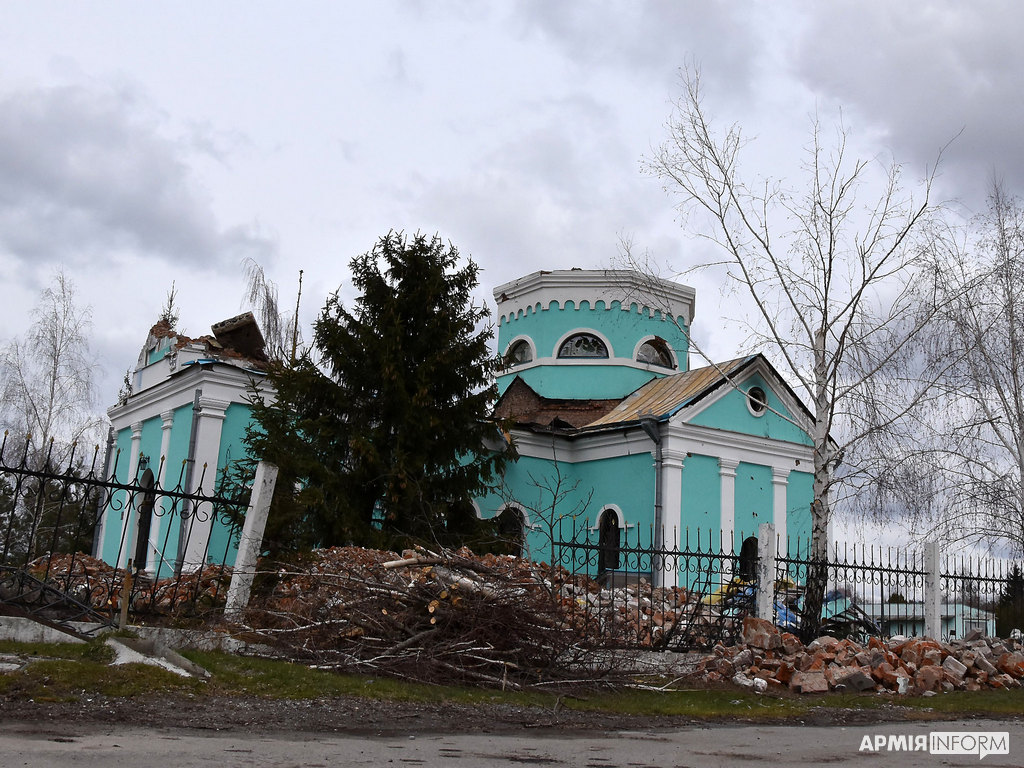
Після обстрілу

Церква Святого Феодосія Углицького стала першим новим храмом Чернігова.
Проєкт безоплатно розробили архітектори В. Устинов та Р. Ліфшиць.
Храм було освячено 28 листопада 1996 року.
13 березня 2022 року була частково зруйнована обстрілом та наступною пожежею в ході боїв за Чернігів.

## Архітектура
Церква споруджена в модернізованих формах класицизму середини XIX століття. Також своєрідним прообразом храму є Петропавлівський собор Санкт-Петербурга.
У плані храм має вигляд видовженого хреста. Над західною гілкою хреста розташована дзвіниця із високим шпилем.
Над основним об'ємом — цибуляста баня.
Оскільки храм є цвинтарним, інтер'єри стримані в оформленні.
З настінного живопису лише зображення євангелістів на парусах: на північно-східному намальований євангеліст Іоан, на південно-східному — євангеліст Матвій, на північно-західному — євангеліст Марко, на південно-західному — Лука.
Головним композиційним центром і головною окрасою інтер'єру храму є іконостас. Автор його проєкту в цілому та окремих деталей — настоятель храму от. Петро. Різьблення іконостаса виконав різьбяр Валерій Іванович Сидорцов. Іконостас має 2 яруси. В центрі царські врата, на яких зображені 4 євангелісти, а також композиція «Благовіщення». Зліва від царських врат по першому ярусу розміщені ікони: «Богоматір з немовлям», «Архістратиг Михаїл» і «Юрій Змієборець», а справа — «Ісус Христос», «Архангел Гавриїл» і «Преп. Лаврентій Чернігівський». Поряд у різьбленому кіоті велика храмова ікона св. Феодосія Углицького.
На 2 ярусі ікони: над царськими вратами — «Тайна вечеря», зліва — «Пророк Мойсей» та «Іван Золотоустий», справа — «Іван Предтеча» і «Василій Великий». Ікони писали два іконописці — Євгенія і Каміль (в хрещенні Костянтин) Таішев.
Завершується іконостас хрестом. Різьблення і тло покрите темним лаком.